# Biogeografia evolutiva
Biogeografia evolutiva refere-se à ciência que procura estudar e explicar o padrão de distribuição dos seres vivos da Terra sob o foco evolutivo; ou seja, baseia-se em distribuições das espécies atuais e seus ancestrais, assim como de grupos taxômicos elevados, tais como famílias, gêneros, etc. Ainda, a biogeografia evolutiva procura explicar porque a composição taxônomica varia no globo terrestre e quais os padrões que levarão a essa variação. É uma ciência interdisciplinar envolvendo biogeografia e biologia evolutiva.

## História da Biogeografia Evolutiva
A história da biogeografia evolutiva está intimamente atrelada ao desenvolvimento da biologia evolutiva e a época das explorações entre os séculos XVIII e XIX, que trouxe como consequência evidências de um sistema padronizado de distribuição da fauna e flora. Alfred Russel Wallace, Georges-Louis Leclerc , conde de Buffon e Charles Darwin são considerados “pais” desta disciplina, pois foram os primeiros a proporem ao meio científico de que o clima, relevo e as próprias espécies são entidades mutáveis.

### Alfred Russel Wallace

Linha de Wallace.

Alfred Russel Wallace inaugurou o pensamento biogeográfico evolutivo através do estudo realizado no Arquipélago Malaio. Neste trabalho Wallace percebeu que havia uma delimitação entre as espécies que ocorriam na parte norte do arquipélago e aquelas que ocupavam a parte sul. As espécies que ocupavam a parte norte eram mais relacionadas com as espécies que ocorriam na Ásia, e as espécies que ocorriam na parte sul eram mais relacionadas com as espécies que habitavam a Austrália. Esta linha imaginária foi batizada de Linha de Wallace.

### Georges-Louis Leclerc, conde de Buffon
Georges-Louis Leclerc, conde de Buffon ao estudar mamíferos pertencentes ao Velho Mundo percebeu que não havia correspondentes na América. Ao notar a exclusividade de espécies do Velho Mundo, Conde de Buffon formulou o primeiro princípio biogeográfico, que ficou conhecido como “Lei de Buffon”, segundo o qual postulava que as diferentes regiões da Terra, apesar de compartilhar condições, eram habitadas por diferentes espécies de plantas e animais. Seus estudos indicam que os padrões de distribuição têm causas históricas, ou seja, ou os seres vivos surgiram naquela área ou vieram de outro lugar. Em outras palavras, ou a especiação ocorreu naquela área, ou houve dispersão e colonização.

### Charles Darwin

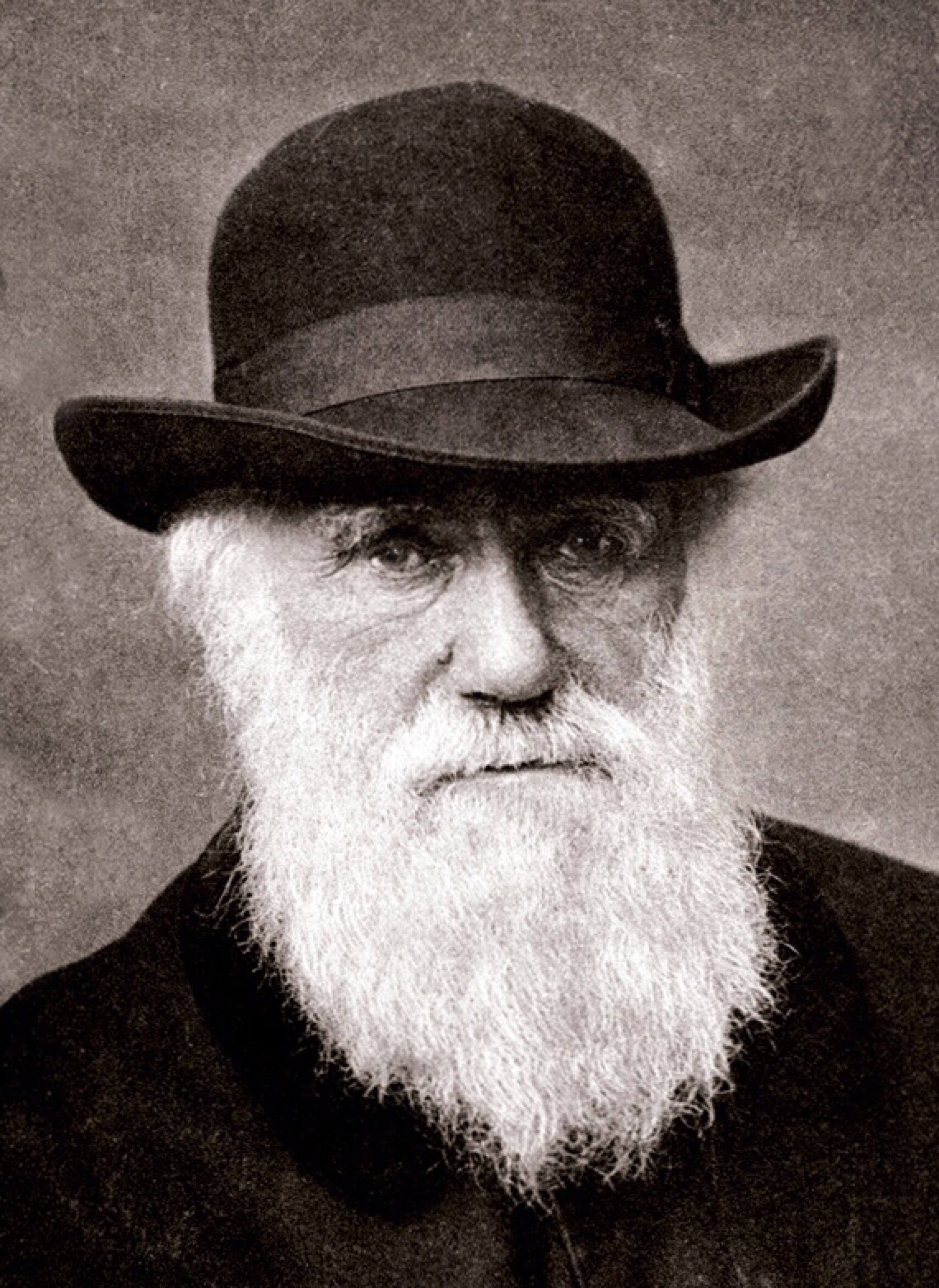
Charles Darwin.

A contribuição de Charles Darwin para a biogeografia evolutiva diz a respeito à teoria da Evolução. Darwin propôs que as espécies mudam e multiplicam gradualmente por meio da seleção natural. Esta evolução das espécies está intimamente atrelada às adaptações dos seres vivos a sobreviverem às pressões seletivas impostas pelo meio que vivem. Segundo Darwin, para que ocorra a evolução os seres precisam ser capazes de reproduzirem, pois os seus descendentes devem herdar as características dos parentais. Ainda, é preciso que haja algum tipo de variação entre os indivíduos da população, ou seja, os componentes populacionais devem ter valores adaptativos diferentes e suas cópias devem ser, ocasionalmente, imperfeitas (deve ocorrer mutações). Todos estes atributos somados irão ser selecionados pelo ambiente (seleção natural), assim aqueles indivíduos ou populações que não possuírem adaptações adequadas para sobreviverem às pressões seletivas e gerarem descendentes férteis estão fadados à extinção.

## Padrões de Distribuição
São conhecidos três tipos básicos de distribuição dos grupos taxonômicos: endêmicas, cosmopolitas e disjunta.

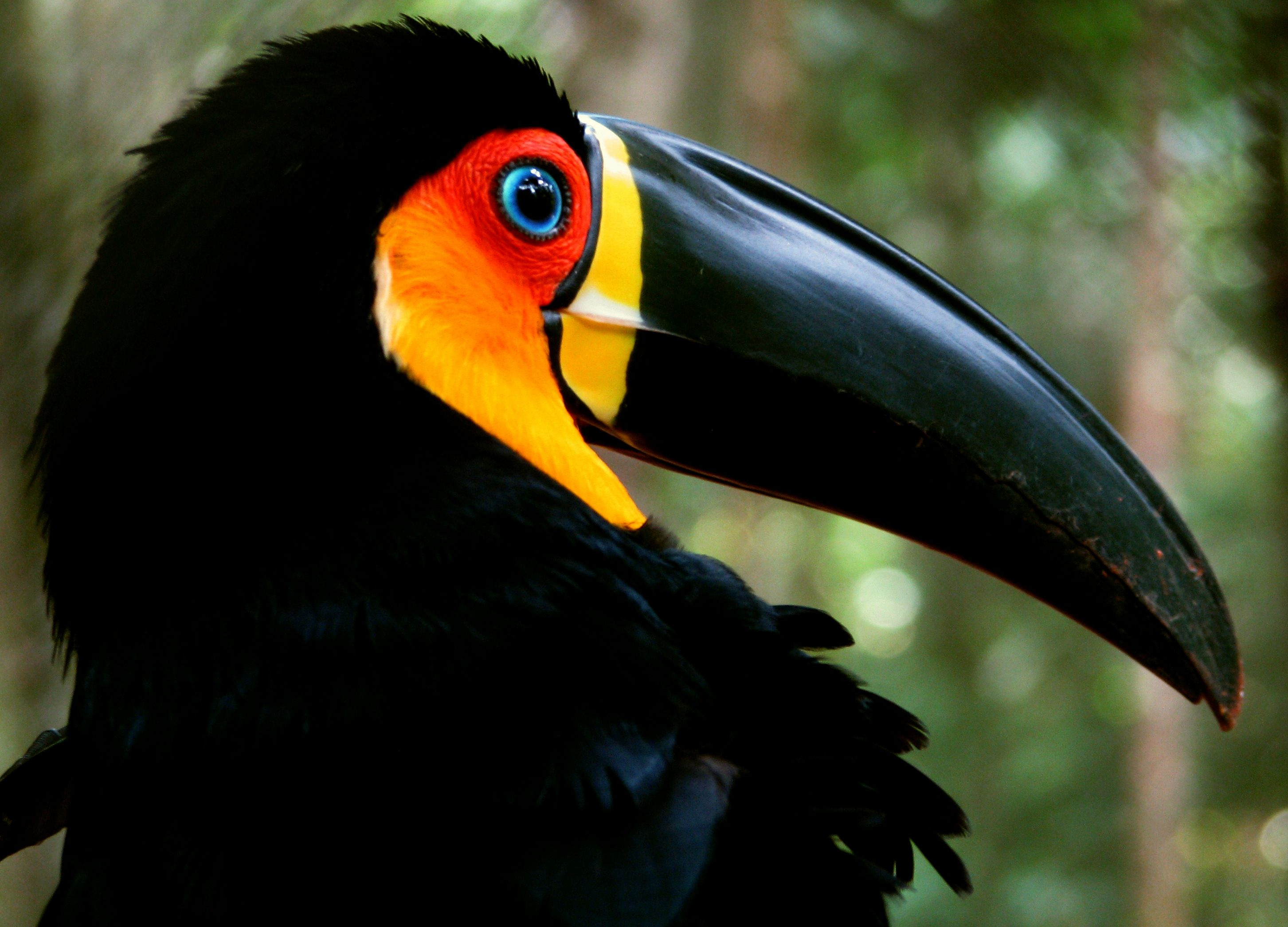
Ramphastos ariel: Tucano-de-bico-preto.

Um táxon é considerado endêmico quando se desenvolve em uma determinada área restrita. As distribuições endêmicas são de certa forma maleável, pois podem se referir à biomas, países, estados, continentes, etc. A Arara azul é uma espécie endêmica das florestas tropicais da América do Sul.
Quando um grupo taxonômico pode ser encontrado em todos, ou praticamente todos, os continentes do globo, é chamado de cosmopolita. O pombo é considerado uma espécie cosmopolita, pois pode ser encontrado em todos continentes, exceto na Antártica; já seres humanos são cosmopolitas na definição estrita.
O tucano sul-americano Ramphastos ariel é um exemplo de espécie de padrão de distribuição disjunta, pois está distribuída em mais de um região com vazios entre ela.

## Regiões Biogeográficas

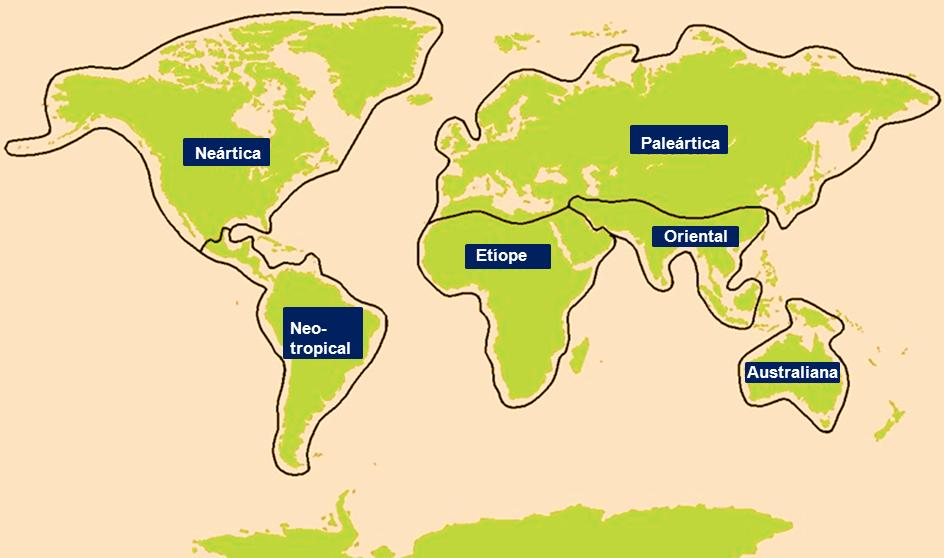
Mapa Biogeográfico Faunístico.

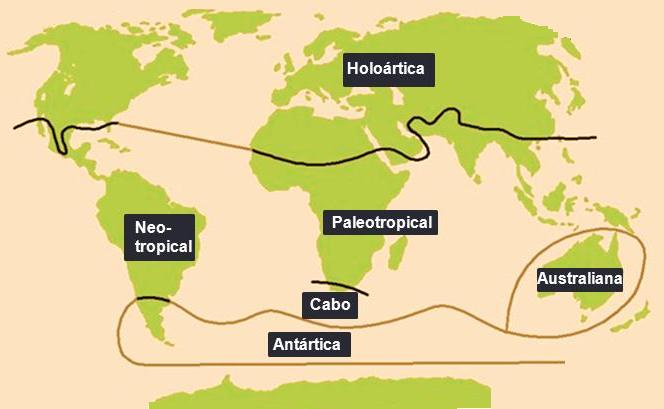
Mapa Biogeográfico Florístico.

Ao examinarem a distribuição de grande número de táxons os biogeógrafos do século XIX observaram que as diferentes espécies frequentemente habitavam as mesmas áreas amplas. Foi sugerido que havia no globo terrestre grandes regiões faunísticas.  O ornitólogo Phillip Lutley Sclater foi o precursor do sistema de regiões biogeográficas elaborado para aves, seguido de Alfred Russel Wallace que ampliou as regiões para todos os outros grupos de animais.
Existem dois tipos de mapas biogeográficos: um elaborado para o padrão de distribuição de animais com base em, especialmente, aves e mamíferos, chamado de mapa zoogeográfico e outro descritivo para o padrão de distribuição da flora baseada na distribuição das angiospermas (plantas com flores).
A divisão do globo terrestre em região biogeográficas baseia-se no grau de similaridade entre as espécies que vivem nas regiões. A quantificação do grau de similaridade entre as espécies tem como base em cálculos de índices de similaridade, que levam em contão o número de táxons comuns nas áreas de estudo.

### Mapa biogeográfico faunístico
De acordo com o mapa zoogeográfico, o planeta Terra é divido em seis regiões faunísticas:
- Região Neoártica – compreende toda América do Norte, inclusive a Groelândia, estendendo-se até a metade do México.
- Região Neotropical – compreende a América do Sul, a partir do centro de México, incluindo o Caribe e a Flórida.
- Região Paleoártica – compreende toda a Europa, Ásia, China e Japão, o norte da África até o deserto do Saara, norte da Península Arábica, norte do Himalaia.
- Região Etíope – compreende a África, excluindo o norte até o deserto do Saara.
- Região Oriental – compreende o sul da China, região peninsular do sul da Ásia (subcontinente indiano), Indochina, Filipinas e Indonésia ocidental.
- Região Australiana – compreende na Austrália, Nova Zelândia, Nova Guiné e Indonésia oriental.

### Mapa biogeográfico florístico
No mapa de padrão de distribuição da flora, as regiões Neoártica e Paleoártica são combinadas numa só região, denominada de Região Holoártica e na África do Sul há uma região distinta denominada de Região Cabo.

## Limites de distribuição
Os limites de distribuição de uma espécie são estabelecidos pelas suas limitações ecológicas bem como o histórico evolutivo. Cada espécie tem determinada valência ecológica, ou seja, tem capacidade de suportar variações dos fatores ecológicos, tais como fatores de ordem climática. Qualquer lugar em que estes limites de tolerâncias forem satisfeitos, é denominado de nicho fundamental. Contudo, a intensa competição pode impedir a coexistência de duas espécies em um só local, com isso o âmbito do nicho fundamental é restrito, denominado de nicho efetivo.
Somado aos atributos ecológicos, a distribuição de uma espécie pode ser limitada devido a fatores históricos. Uma espécie pode ter todos os atributos ecológicos necessários para viver em um determinado local, contudo não o habita, pois não chegou lá, ou seja, nunca migrou e estabeleceu-se no local.

## Causa das distribuições biogeográficas

### Dispersão

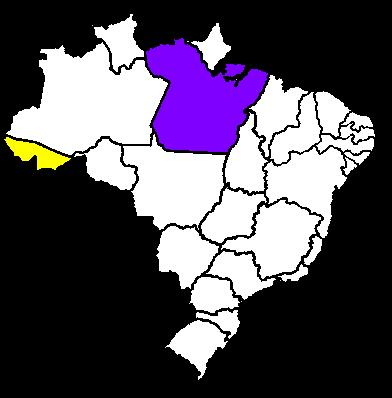
Corredor formado entre os estados do Pará (em roxo) e Acre (em amarelo).

Dispersão biológica refere-se à mudança especial do âmbito de uma espécie, ou seja, os indivíduos de uma espécie se fixaram num local diferente daquele ocupado pelos seus ancestrais. Ao longo do tempo, plantas e animais se moveram em resposta a mudanças ambientais ou a fim de ocupar áreas desabitadas. Nota-se que as plantas movem-se passivamente, principalmente na fase de semente. O local de origem é chamado de centro de origem.
George Gaylord Simpson distinguia três rotas diferentes de dispersão: por meio de corredores, pontes filtrantes e loterias. Dispersão por meio de corredor é o tipo de dispersão mais fácil de ocorrer, pois os dois locais estão ligados por um maciço terrestre. Ao longo deste corredor os animais e as plantas podem deslocar-se com facilidade, com isso os dois locais apresentam uma alta similaridade de fauna e flora. Um exemplo de corredor ecológico é o maciço terrestre existente entre o Pará e o Acre.

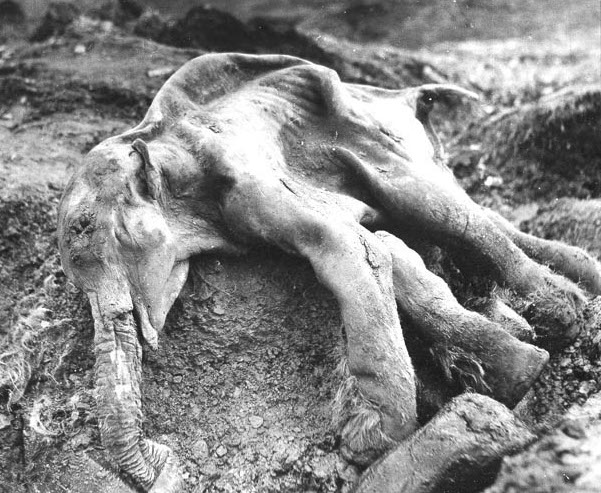
Mamute na Beríngea

A ponte filtrante é meio de dispersão seletivo, pois consiste em uma conexão entre dois locais que somente alguns tipos de animais conseguem ultrapassar. Esta seletividade pode ser em decorrência a diversos fatores, tais como: distância, diferenças nas condições dos fatores ecológicos e o fato de ser muito estreito. Um exemplo de ponte filtrante foi a Ponte Terrestre de Bering, também chamada de Beríngia (atualmente localiza-se no estreito de Bering) e o Istmo do Panamá. Durante as glaciações a Ponte Terrestre de Bering formava um corredor de terra firme de, aproximadamente, 1600Km que ligava a Sibéria e o Alasca, por onde circulavam os mamíferos da América do Norte para a Ásia e vice-versa. Contudo, os mamíferos asiáticos não se deslocaram para a América do sul, assim como nenhuma espécie sul-americana foi para a Ásia, apesar da existência do Istmo do Panamá.
A loteria constitui um meio de dispersão aleatório ou acidental, como ocorre em, por exemplo, ilhas e balsas naturais. A fauna de vertebrados terrestres das Ilhas do Caribe é explicada pela dispersão. Possivelmente, algumas destas espécies circularam de uma ilha para a outra, talvez carregadas por um tipo de balsa, como um toro de madeira.
A dispersão é um fator evidente e bem documentado de causa de distribuição biogeográfica. Por exemplo, no ano de 1883 na ilha de Krakatoa, localizada na Indonésia, ocorreu uma erupção vulcânica que cobriu toda a superfície de lava e cinzas, causando a morte de toda fauna e flora local. A partir deste desastre, os pesquisadores documentaram a recolonização da ilha, que foi surpreendentemente rápida. Após cinquenta anos toda a ilha esta coberta por floresta tropical, com uma variedade de plantas, invertebrados e pequenos vertebrados vindos, majoritariamente, das ilhas vizinhas de Java (a 40 km) e Sumatra (a 80Km). Supõe-se que a floresta tropical formou-se a partir do movimento passivo de sementes e as aves vieram através de voo ativo.

### Flutuações climáticas
A era geológica Quaternário, que teve início há 2,5 milhões de anos atrás, teve períodos de temperatura bastante baixa, chamado de glacial, e de temperaturas mais altas, chamado de interglacial. As mudanças climáticas ocorridas nesta era são bem documentadas na estratificação geológica e no documentário fóssil. O registro fóssil revela que estas flutuações climáticas influenciaram drasticamente na biogeografia das espécies, de modo que, no hemisfério norte, quando o clima estava frio, as espécies tendiam a se deslocarem o seu âmbito para o sul. Semelhantemente, à medida que o clima esquentava e as calotas polares recuavam espécies melhores adaptadas ao clima frio deslocavam-se para os polos, como ocorreu com as cicutas.

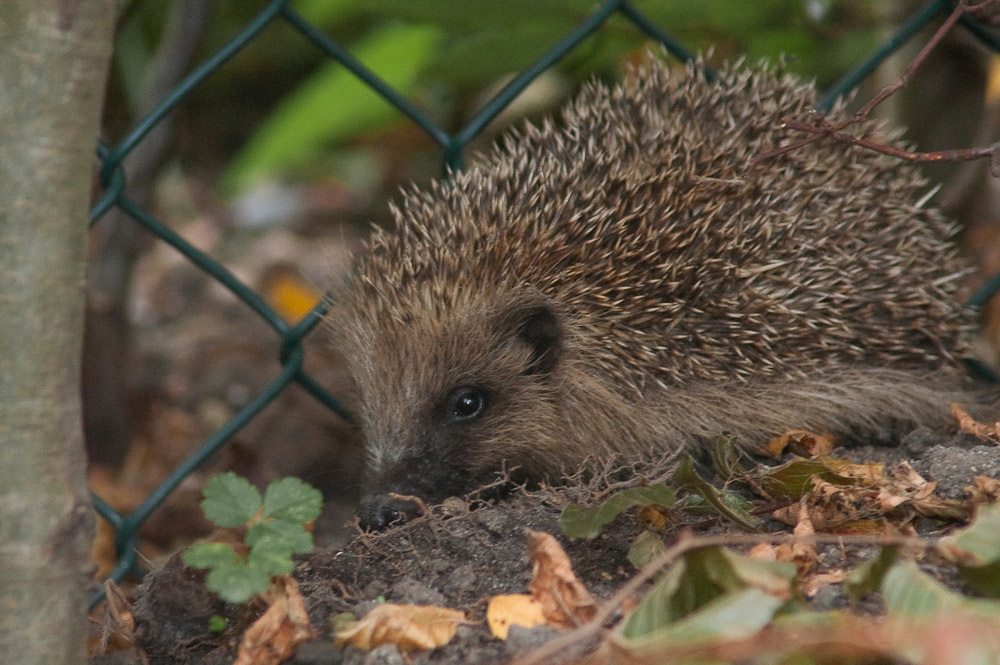
Ouriço

No auge dos períodos de glaciação, frequentemente estabelece-se refúgios, locais que abrigam pequenas populações sobreviventes de condições adversas que se deslocaram. As populações que habitavam estes refúgios poderiam desenvolver diferenças genéticas por seleção natural ou deriva genética. Um exemplo são os ouriços que se moveram para a Espanha, Itália e Balcãs a fim de escapar de intenso período de glaciação. As populações sobreviventes formaram refúgios dando origem a, atualmente, três tipos genéticos distintos de ouriço europeu: um a leste, outro no centro e um terceiro a oeste.
Com o tempo, estas diferenças genéticas entre as populações de refúgio podem ser ampliadas, ocorrendo à quebra do fluxo gênico e, como consequência, a especiação. Contudo, as populações entre dois refúgios podem se encontrarem antes de haver a quebra do fluxo gênico, formando uma zona híbrida, denominada de zona de sutura. Zonas de sutura também podem se formar em locais de descontinuidade ambiental.

### Vicariância
Vicariância é a ruptura da distribuição de um táxon por meio da fragmentação do âmbito, ocasionando na separação de populações. Esta separação de uma espécie em pequenas populações pode levar, ao longo do tempo, na quebra do fluxo gênico e, por tanto, ocasionar a especiação. De acordo com a biogeografia da variância, a separação de uma área biótica contínua ocupada por uma espécie resulta em pequenas partes do âmbito habitadas por pequenas populações que ao longo do tempo podem se especiar. Assim, a espécie que ocupava a porção contínua do terreno constituía a espécie ancestral comum. Dessa forma, as distribuições biogeográficas dos táxons são, também, em decorrência a eventos de vicariância das espécies ancestrais.
O principal fator responsável pelos eventos de vicariância é a tectônica de placas, também chamada de deriva continental.

### Teoria da Deriva Continental

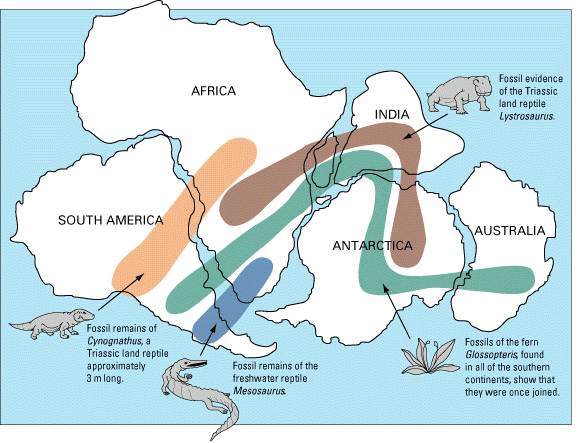
Evidência fóssil continental observado por Wegener Alfred: a localização de plantas fósseis e animais em continentes amplamente formam padrões definidos (mostrado pelas bandas de cores), indicando que continentes outrora estiveram ligados.

A teoria da Deriva Continental, proposta por Alfred Wegener em 1912 na publicação “A origem dos Continentes e Oceanos”, sugere que, no passado, os continentes se encontravam unidos formando um supercontinente chamado Pangeia e, ao longo do tempo geológico, se moveram e permanecem a se mover pela superfície da Terra. Wegener inferiu esta teoria a partir de, basicamente, três evidencias: evidências litológicas, devido a grande similaridade geométrica da costa da África, Europa e América; evidências fósseis devido a grande similaridade de espécies que ocorriam nos locais de ligação entre os continentes e evidências paleoclimáticas devido à similaridade química entre os depósitos glaciais ocorridos na América do Sul, Antártica, Subcontinente Indiano e sul da Austrália.

Deriva Continental.

Os continentes se movem, pois se localizam placas tectônicas que deslizam sobre a astenosfera, a porção inferior e viscosa do manto. Os locais de encontro das placas e as falhas constituem locais propensos a ocorrem terremotos, vulcões, cordilheiras e falhas, como, por exemplo, a falha de Santo André, na Califórnia, que constitui um limite transformante entra a Placa do Pacífico e a Placa Norte-Americana.

## Grande Intercâmbio Americano

Exemplos do intercâmbio biótico do Plioceno

O Grande Intercâmbio Americano é o mais conhecido e bem documentado intercâmbio biótico. Tanto eventos de dispersão quando a tectônica de placas contribuíram para o encontro de duas faunas anteriormente separadas. Neste evento, a fauna presente na América do Norte migrou para a América Sul e vice-versa através América Central quando o Istmo do Panamá emergiu do mar, há aproximadamente 3 milhões de anos no Plioceno superior. Essa ligação da América do Norte com a, então isolada, América do Sul teve consequências drásticas para a fauna de mamíferos nestes dois continentes. Mamíferos como cavalos, gatos, cães e outros evoluíram na América do Norte, África e Europa; contudo estas formas não existiam na América do Sul até a migração destes da América do Norte para América do Sul.

## Biogeografia de ilhas
A construção de comunidades insulares representa um tópico bastante interessante no estudo da biogeografia evolutiva de ilhas. No geral, o número de espécies que habitam ilhas costuma ser menor do que o número de espécies que compõe as comunidades dos continentes. Os fatores atribuídos ao empobrecimento de espécies nas comunidades insulares são devido ao fato que ilhas são pequenas, isoladas e limitadas no que diz a respeito a recursos. Pode-se destacar ainda o fato de que não é qualquer espécie que possui habilidade de se dispersar para ilhas. Assim, a pobreza de biodiversidade em uma ilha é decorrente a baixas taxas de imigração e capacidade limitada de comportar populações.

O sucesso de dispersão para uma ilha não é para qualquer espécie, e estas variam no grau da habilidade de dispersão. Dessa forma, é frequentemente observado que ilhas são bastante habitadas por espécies com alto grau de habilidade de dispersão em locais inóspitos e distantes. Um exemplo deste padrão é que em ilhas é frequentemente fácil de encontrar um número significativo de representantes de aves, morcegos e insetos voadores, pois estes devido à habilidade do voo são fáceis dispersar-se para uma ilha. Semelhantemente, animais não voadores, tais como mamíferos que não conseguem voar são mal representados em comunidades insulares.

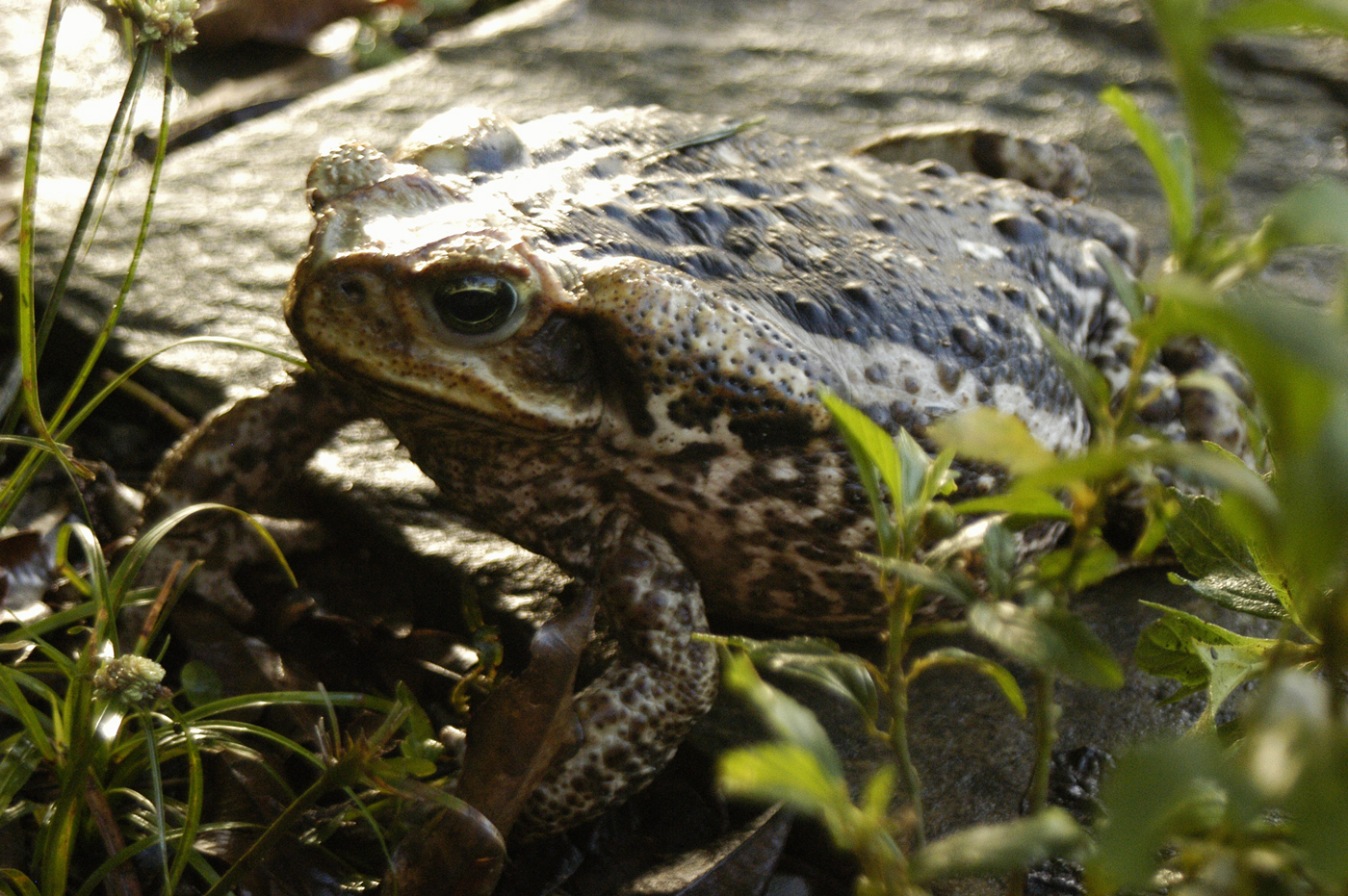
Bufo marinus

A dispersão de plantas para ilhas oceânicas isoladas acontece principalmente por meio das aves.  As plantas dispersam-se passivamente carregadas, por exemplo, no trato intestinal das aves e as sementes serão liberadas através das fezes. Nota-se que as plantas também podem se propagar para ilhas através do vento ou água (ficam a deriva no mar), porém este meio é pouco significante, pois grande parte dos propágulos são perdidos.
Outro fator bastante relevante no sucesso na colonização de ilhas oceânicas é com relação à tolerância ao sal. Organismos intolerantes a água salina, tais como peixes de água doce e muitos anfíbios, não tem sucesso em alcançar ilhas oceânicas por meio de dispersão. Rana cancrivora e Bufo marinus são exemplos de anfíbios que possuem alta tolerância a salinidade, tanto na fase adulta como de girino, e por isso tem muito sucesso na dispersão em ilhas oceânicas. A presença de espécies intolerantes à alta salinidade em comunidades insulares pode ser um indicativo que um dia a ilha foi conectada ao continente e, por evento de vicariância, estas espécies estão presentes na ilha.

### Irradiação adaptativa
Frequentemente ilhas são lugares propensos a ocorrer irradiações adaptativas.

## Importância da análise filogenética e dados paleontológicos
A biogeografia evolutiva baseia-se na sistemática filogenética, uma vez que não há sentido em explicar o padrão de distribuição de um grupo taxonômico se este não for monofilético. Monofiletismo refere-se a um clado que inclui todas as espécies descendentes e o seu ancestral comum. Assim, no estudo da biogeografia evolutiva de um táxon é preciso uma taxonomia filogeneticamente correta a fim de evitar ruídos e explicações extraordinárias no processo causador do padrão de distribuição biogeográfico.
Um bom documentário fóssil representa uma fonte confiável no estudo da biogeografia evolutiva, pois constitui uma boa evidência para explicar como ocorreu o padrão de distribuição de um grupo. Frequentemente o registro fóssil constitui em evidência decisiva para inferir a origem de um grupo e se este sofreu eventos de vicariância ou dispersão.